# Аллоа Атлетик
«А́ллоа Атле́тик» (англ. и скотс Alloa Athletic F.C.) — шотландский футбольный клуб из города Аллоа, выступающий в Первой лиге. Основан в 1878 году, под именем «Клакманнан Каунти», под современным названием выступает с 1883 года. Домашние матчи, начиная с 1895 года, проводит на стадионе «Рекриэйшн Парк», вмещающем 3412 зрителей. Клуб вступил в шотландскую лигу в 1921 году, и сразу победил во втором дивизионе, выйдя в высший, но вылетел из него уже на следующий год. В дальнейшем право выступать в высшем дивизионе клуб завоевал по итогам сезона 1938/39, но не смог воспользоваться им так как чемпионат Шотландии был отменён в связи с началом Второй мировой войны. После окончания войны, «Аллоа Атлетик» вновь начал выступать во втором дивизионе, далее клуб большее время выступал в втором-третьем по силе дивизионах Шотландии, никогда больше не претендуя на выход в высший дивизион.

## Достижения
- Первый дивизион Шотландии
  - Чемпион: 1921/22
  - Вице-чемпион: 1938/39
- Второй дивизион Шотландии
  - Вице-чемпион (8): 1976/77, 1981/82, 1984/85, 1988/89, 1999/00, 2001/02, 2009/10, 2012/13
- Третий дивизион Шотландии
  - Чемпион (2): 1997/98, 2011/12
- Шотландский кубок вызова
  - Победитель: 1999/00.
  - Финалист: 2001/02